# Brasil Tennis Challenger
O Brasil Tennis Challenger é um torneio de tênis com sede em Piracicaba, Brasil, e que faz parte da série ATP Challenger Tour desde 2023. O campeonato é disputado nas quadras de saibro do Clube Cristóvão Colombo e distribui um total 100 pontos para o campeão e US$ 160.000,00 em prêmios totais.
Em 2025, a cidade recebe a maior edição da história do ATP Challenger 100, entre os dias 26 de janeiro a 02 de fevereiro. No entanto, devido às fortes chuvas que caíram em Piracicaba e região, que culminou em atrasos na programação do torneio, a organização optou pela conclusão do evento em São Paulo. O local escolhido foi o Arena Ace, que reservou quatro quadras de saibro cobertas, para a disputa dos jogos restantes.

## Edições

### Simples
| Ano  | Campeões             | Finalistas         | Placar        | Ref.  |
| ---- | -------------------- | ------------------ | ------------- | ----- |
| 2024 | Camilo Ugo Carabelli | Federico Coria     | 7-5, 6-4      | [ 2 ] |
| 2023 | Andrea Collarini     | Tomás Barrios Vera | 6–2, 7-6(7–1) | [ 3 ] |

### Duplas
| Ano  | Campeões                        | Finalistas                           | Placar        | Ref.  |
| ---- | ------------------------------- | ------------------------------------ | ------------- | ----- |
| 2024 | Guido Andreozzi Guillermo Durán | Daniel Dutra da Silva Pedro Sakamoto | 6-2, 7-6(7-5) | [ 4 ] |
| 2023 | Orlando Luz Marcelo Zormann     | Andrea Collarini Renzo Olivo         | WalkOver      | [ 5 ] |